# John Warrack
Hamilton John Warrack (Londra, 9 febbraio 1928) è uno scrittore, critico musicale e oboista inglese.

## Biografia
Figlio del direttore d'orchestra scozzese e compositore Guy Warrack, dal 1954 al 1961 è stato critico musicale del The Daily Telegraph e dal 1961 al 1972 del The Sunday Telegraph.
Dal 1978 al 1983 è stato direttore artistico Festival di Leeds. Nel 1984 iniziò ad insegnare alla facoltà di musica dell'University of Oxford dove rimase fino al 1993.
Ha scritto Carl Maria von Weber (Hamish Hamilton, 1968, 2nd ed. Cambridge UP, 1976), pubblicazione che è lo standard per lo studio del compositore nel Regno Unito, German Opera: From the Beginnings to Wagner (2001) ed è coautore di The Concise Oxford Dictionary of Opera (1964, con Harold Rosenthal)  e del The Oxford Dictionary of Opera (1992, con Ewan West).